# The Grimy Awards
The Grimy Awards è un album di Ill Bill, pubblicato nel 2013

## Tracce
- 1. What Does It All Mean? [prod. da Ill Bill]
- 2. Paul Baloff [prod. da MoSS]
- 3. I Don't Know How Long It's Gonna Last
- 4. Acceptance Speech (feat. A-Trak) [prod. da Junior Makhno]
- 5. Truth [prod. da Pete Rock]
- 6. Exploding Octopus [prod. da Ill Bill]
- 7. Forty Deuce Hebrew (feat. HR dei Bad Brains) [prod. da Ill Bill]
- 8. How To Survive The Apocalypse [prod. da Psycho Les]
- 9. Vio-Lence (feat. Shabazz The Disciple & Lil Fame dei M.O.P.) [prod. da DJ Skizz]
- 10. Acid Reflux [prod. da Large Professor]
- 11. L'Amour East (feat. Meyhem Lauren & Q-Unique) [prod. da Ayatollah]
- 12. Power (feat. O.C. & Cormega) [prod. da DJ Muggs]
- 13. When I Die (remix) (feat. Tia Thomas) [prod. da Pete Rock]
- 14. Severed Heads of State (feat & prod. da El-P)
- 15. 120% Darkside Justice (feat. Jedi Mind Tricks) [prod. da C-Lance]
- 16. Canarsie High [prod. da Large Professor]
- 17.  World Premier [prod. da DJ Premier]